# عقبان أفعوانية
العقبان الأفعوانية (الاسم العلمي Circaetinae)، فُصيلة طيور جارحة من الفصيلة البازية.